# Syrrhopodon sarawakensis
Syrrhopodon sarawakensis är en bladmossart som beskrevs av William Dean Reese 1988. Syrrhopodon sarawakensis ingår i släktet Syrrhopodon och familjen Calymperaceae. Inga underarter finns listade i Catalogue of Life.